# 藤原伊織
藤原伊織（ふじわら いおり、1948年2月17日 - 2007年5月17日），本名為藤原利一（ふじわら としかず），是一位日本作家，大阪府大阪市出身。

## 生平
藤原伊織畢業於大阪府立高津高中、東京大學文學部法國文學科。之後在電通工作。
1977年，以《ダックスフントのワープ》（筆名藤原敏一）榮獲野性時代新人獎榮譽獎。
1985年，以《臘腸犬的旅程》榮獲第九屆昴文學獎。
此後，由於他不斷拒絕提供出版社稿件，停止出版。
1995年，為了償還賭債，他將小說《恐怖分子的陽傘》投稿參加江戶川亂步獎，贏得1000萬日圓的獎金。。隔年，以《恐怖分子的陽傘》獲得直木獎。雖然先前也有作家以江戶川亂步獎得獎作品入圍直木獎的案例，或是江戶川亂步獎得獎作者獲得直木獎的案例，但不曾有同一部作品同時獲得這兩項大獎。
藤原伊織於2002年離開電通。
2005年，他宣布自己罹患癌症。2007年5月17日，藤原伊織因食道癌在東京品川的一家醫院去世。

## 作品
- 恐怖分子的陽傘 （2011年12月、吉林出版集团有限责任公司）-『テロリストのパラソル』
- 向日葵的祭典 （2011年4月、吉林出版集团有限责任公司）-『ひまわりの祝祭』
- 降雪 （2015年7月、吉林出版集团有限责任公司）-『雪が降る』
- 手掌上的黑暗 （2014年4月、江苏人民出版社）-『てのひらの闇』
- 長脚蚊白须的冒险 （2015年7月、吉林出版集团有限责任公司）-『蚊トンボ 白鬚の冒険』
- 天狼星之路 （2012年7月、吉林出版集团有限责任公司）-『シリウスの道』
- 遊戲 （刊行予定、吉林出版集团有限责任公司）-『遊戯』
- 離别的火焰（2014年4月、江苏人民出版社）-『名残り火 てのひらの闇II』